# Гощина
Гощина (пол. Goszczyna) — село в Польщі, у гміні Доманюв Олавського повіту Нижньосілезького воєводства.
Населення — 224 особи (2011).
У 1975-1998 роках село належало до Вроцлавського воєводства.

## Демографія
Демографічна структура станом на 31 березня 2011 року:
|          | Загалом | Допрацездатний вік | Працездатний вік | Постпрацездатний вік |
| -------- | ------- | ------------------ | ---------------- | -------------------- |
| Чоловіки | 99      | 11                 | 74               | 14                   |
| Жінки    | 125     | 25                 | 73               | 27                   |
| Разом    | 224     | 36                 | 147              | 41                   |